# Pachycnema calcarata
Pachycnema calcarata är en skalbaggsart som beskrevs av Hermann Burmeister 1844. Pachycnema calcarata ingår i släktet Pachycnema och familjen Melolonthidae. Inga underarter finns listade i Catalogue of Life.